# Lockie Creek
Lockie Creek är ett vattendrag i Kanada.   Det ligger i provinsen British Columbia, i den södra delen av landet, 3 400 km väster om huvudstaden Ottawa. Lockie Creek ligger vid sjön Otter Lake.
I omgivningarna runt Lockie Creek växer i huvudsak barrskog. Trakten runt Lockie Creek är nära nog obefolkad, med mindre än två invånare per kvadratkilometer.